# Vittorio Messori
Vittorio Messori, italijanski publicist in pisatelj, * 16. april 1941, Sassuolo pri Modeni, Italija.

## Biografija
Vittorio Messori je prejel doktorat v Torinu 1965. Kot časnikar pri italijanskem dnevniku Il Corriere della Sera se posveča verskim vprašanjem. Zaslovel je s svojima dvema knjigama Poročilo o verskem stanju (1984) in Prestopiti prag upanja (1994). Prva prinaša njegove pogovore s kardinalom Josephom Ratzingerjem, nekdanjim papežem Benediktom XVI., v drugi pa so njegovi pogovori s papežem bl. Janezom Pavlom II.

## Dela
- Vittorio Messori, Kdo je Jezus, Salve d.o.o., Ljubljana 1982, ISBN: 961-211-253-3
- Vittorio Messori, Izziv smrti: predlog krščanstva: slepilo ali upanje, Knjižice, 1986
- Vittorio Messori, Bernardka nas ni prevarala, Družina, Ljubljana 2013, ISBN/EAN: 9789612229849